# Championnat d'Écosse de football 1963-1964
Navigation
Édition précédente Édition suivante
La 67e édition du championnat d'Écosse de football est remportée par le Rangers Football Club. C’est le 33e titre de champion du club de Glasgow et le deuxième consécutif. Les Rangers l’emportent avec 6 points d’avance sur Kilmarnock FC. Le Celtic FC complète le podium.
Le système de promotion/relégation reste en place : descente et montée automatique, sans matchs de barrage pour les deux derniers de première division et les deux premiers de deuxième division. East Stirlingshire et Queen of the South descendent en deuxième division. Ils sont remplacés pour la saison 1964/65 par Greenock Morton et Clyde FC.
Avec 32 buts marqués en 34 matchs, Alan Gilzean de Dundee FC remporte pour la deuxième fois le classement des meilleurs buteurs du championnat.

## Les clubs de l'édition 1963-1964
| \| Aberdeen FC Glasgow · Celtic - Rangers - Partick Thistle Dundee · Dundee FC-United Édimbourg · Heart - Hibernian Motherwell FC Kilmarnock FC Saint Mirren Airdrieonians Fife : Dunferm.-East St. Falkirk FC Queen of the South Saint Johnstone \| Localisation des clubs engagés dans le championnat. |
| Aberdeen FC Glasgow · Celtic - Rangers - Partick Thistle Dundee · Dundee FC-United Édimbourg · Heart - Hibernian Motherwell FC Kilmarnock FC Saint Mirren Airdrieonians Fife : Dunferm.-East St. Falkirk FC Queen of the South Saint Johnstone                                                           |

| Club                               | Ville       |
| ---------------------------------- | ----------- |
| Aberdeen Football Club             | Aberdeen    |
| Airdrieonians Football Club        | Airdrie     |
| Celtic Football Club               | Glasgow     |
| Dundee Football Club               | Dundee      |
| Dundee United Football Club        | Dundee      |
| Dunfermline Athletic Football Club | Dunfermline |
| East Stirlingshire Football Club   | Falkirk     |
| Falkirk Football Club              | Falkirk     |
| Heart of Midlothian Football Club  | Édimbourg   |
| Hibernian Football Club            | Leith       |
| Kilmarnock Football Club           | Kilmarnock  |
| Motherwell Football Club           | Motherwell  |
| Partick Thistle Football Club      | Glasgow     |
| Queen of the South Football Club   | Dumfries    |
| Rangers Football Club              | Glasgow     |
| Saint Johnstone Football Club      | Perth       |
| Saint Mirren Football Club         | Paisley     |
| Third Lanark Athletic Club         | Glasgow     |

## Compétition

### Classement
Le classement est établi sur le barème de points classique (victoire à 2 points, match nul à 1, défaite à 0).
| Rang | Équipe               | Pts | J  | G  | N  | P  | Bp | Bc | Diff |
| ---- | -------------------- | --- | -- | -- | -- | -- | -- | -- | ---- |
| 1    | Rangers FC T+C       | 55  | 34 | 25 | 5  | 4  | 85 | 31 | +54  |
| 2    | Kilmarnock FC        | 49  | 34 | 22 | 5  | 7  | 77 | 40 | +37  |
| 3    | Celtic FC            | 47  | 34 | 19 | 9  | 6  | 89 | 34 | +55  |
| 4    | Heart of Midlothian  | 47  | 34 | 19 | 9  | 6  | 74 | 40 | +34  |
| 5    | Dunfermline Athletic | 45  | 34 | 18 | 9  | 7  | 64 | 33 | +31  |
| 6    | Dundee FC            | 45  | 34 | 20 | 5  | 9  | 94 | 50 | +44  |
| 7    | Partick Thistle FC   | 35  | 34 | 15 | 5  | 14 | 55 | 54 | +1   |
| 8    | Dundee United        | 34  | 34 | 13 | 8  | 13 | 65 | 49 | +16  |
| 9    | Aberdeen FC          | 32  | 34 | 12 | 8  | 14 | 53 | 53 | 0    |
| 10   | Hibernian FC         | 30  | 34 | 12 | 6  | 16 | 59 | 66 | -7   |
| 11   | Motherwell FC        | 29  | 34 | 9  | 11 | 14 | 51 | 62 | -11  |
| 12   | Saint Mirren         | 29  | 34 | 12 | 5  | 17 | 44 | 74 | -30  |
| 13   | Saint Johnstone P    | 28  | 34 | 11 | 6  | 17 | 54 | 70 | -16  |
| 14   | Falkirk FC           | 28  | 34 | 11 | 6  | 17 | 55 | 84 | -29  |
| 15   | Airdrieonians        | 26  | 34 | 11 | 4  | 19 | 52 | 97 | -45  |
| 16   | Third Lanark AC      | 25  | 34 | 9  | 7  | 18 | 47 | 74 | -27  |
| 17   | Queen of the South   | 16  | 34 | 5  | 6  | 23 | 40 | 92 | -52  |
| 18   | East Stirlingshire P | 12  | 34 | 5  | 2  | 27 | 37 | 91 | -54  |

| Légende : Qualifications et relégations | Légende : Qualifications et relégations                                |
| --------------------------------------- | ---------------------------------------------------------------------- |
|                                         | Champion d'Écosse. Qualifié pour la Coupe d’Europe des clubs champions |
|                                         | Relégation en deuxième division                                        |
|                                         | T : Tenant du titre C : Vainqueur de la Coupe d'Écosse P : Promus      |

## Bilan de la saison
| Tableau d'Honneur                |            |
| Compétition                      | Vainqueur  |
| Championnat d'Écosse de football | Rangers FC |
| Coupe d'Écosse de football       | Rangers FC |

| Promotions et relégations |                                       |
| Promus                    | Greenock Morton Clyde FC              |
| Relégués                  | East Stirlingshire Queen of the South |

## Statistiques

### Meilleur buteur
1. Alan Gilzean, Dundee FC, 32 buts